# Brachymeles apus
Brachymeles apus là một loài thằn lằn trong họ Scincidae. Loài này được Hikida mô tả khoa học đầu tiên năm 1982.